# Clavaspidiotus tayabanus
Clavaspidiotus tayabanus är en insektsart som först beskrevs av Cockerell 1905.  Clavaspidiotus tayabanus ingår i släktet Clavaspidiotus och familjen pansarsköldlöss. Inga underarter finns listade i Catalogue of Life.